# Fosciandora
Fosciandora är en ort och kommun i provinsen Lucca i regionen Toscana i Italien. Kommunen hade 589 invånare (2018).